# The Walt Disney Studios
The Walt Disney Studios je americké produkční studio a divize společnosti The Walt Disney Company. Studio, známé díky svým filmovým divizím, je jedno z hlavních hollywoodských filmových studií. Jeho sídlem je komplex Walt Disney Studios v Burbanku, Kalifornii. Filmová divize Walt Disney Studios je členem Motion Picture Association of America (MPAA). Studia během fiskálního roku 2011 společně vydělala $618 milionů.

## Historie
Společnost byla s původním názvem Buena Vista Motion Pictures Group založena roku 1998 Joem Rothem s cílem sjednotit filmová studia vlastněná The Walt Disney Company - Touchstone, Hollywood a ostatní studia s Disney v názvu. Prvním šéfem se stal David Vogel. Hlavním důvodem zformování této skupiny bylo nákladové zefektivnění výroby hraných filmů, což zajistilo sjednocení výrobních prostředků.
V roce 2003 měl premiéru první film Walt Disney Pictures s věkovým omezením PG-13, Piráti z Karibiku: Prokletí Černé perly, založený na populární atrakce z Disneylandu.
V červenci 2006 Disney oznámil změnu ve strategii vydávání filmů, který navýšila počet filmů se značkou Disney (distribuce Walt Disney Pictures) a snížila počet filmů od Touchstone. V dubnu 2007 Disney přejmenoval veškeré dceřiné společnosti se značkou Buena Vista. V květnu 2008 zahájila svoji činnost divize Kingdom Comics, kterou vede Ahmet Zappa.
9. února 2009 uzavřelo studio DreamWorks Pictures sedmiletý kontrakt na distribuci třiceti filmů společností Touchstone Pictures, která nabyla platnosti v roce 2011. 31. prosince 2009 The Walt Disney Company koupila zábavní společnost Marvel Entertainment za $4 miliardy, čímž se do struktur The Walt Disney Studios začlenilo studio Marvel Studios. 18. října 2010 Disney koupil distribuční práva na filmy Avengers, kteří mu vydělali $1,5 miliard, a Iron Man 3 od Paramount Pictures. 30. října 2012 koupil Disney filmovou společnost Lucasfilm, čímž získal práva na takové hity, jako jsou Star Wars nebo Indiana Jones. V prosinci, po dokončení obchodu, bylo oznámeno, že se dočkáme nové Epizody 7, a to v roce 2015. 4. prosince 2012. 4. prosince Disney uzavřel dohodu s internetovým filmovým a seriálovým archivem Netflix o internetové distribuci filmů Walt Disney Pictures, Walt Disney Animation Studios, Pixar Animation Studios, Marvel Studios a Disneynature, která nabude platnosti v roce 2016, kdy vyprší stávající dohoda se službou Starz.

## Struktura divize
| Hrané - Walt Disney Pictures - Disneynature - Marvel Studios - Lucasfilm - Industrial Light & Magic - Skywalker Sound - 20th Century Studios - 20th Digital Studio - Fox Family - Searchlight Pictures Animované - Walt Disney Animation Studios - Pixar - 20th Century Animation | - Disney Theatrical Productions (neboli Disney on Broadway) - Buena Vista Theatrical - Disney Theatrical Licensing - Disney Live Family Entertainment (DLFE) - Disney on Ice - Disney Live! - Walt Disney Special Events Group | - Disney Studio Production Services - Walt Disney Studios - Golden Oak Ranch - The Prospect Studios - KABC7 Studio B - Disney Digital Studio Services |

### Bývalé společnosti a studia
Filmová studia hraného filmu:
- Buena Vista Motion Pictures Group/Walt Disney Motion Pictures Group (1998–2006)
- Touchstone Pictures (1984–2010)
- Hollywood Pictures (1989–2001, 2006–2007)
- Caravan Pictures (1992–1999)
- Miramax Films (1993–2010)
  - Dimension Films (1993—2005)
- Fox 2000 Pictures (2019–2021)

Filmová studia animovaného filmu:
- Skellington Productions (1986-1996)
- Disney Circle 7 Animation (2004–2006)
- ImageMovers Digital (2007–2010)
- Disneytoon Studios (2003–2018)
- Blue Sky Studios (2019–2021)

Televizní studia:
- Walt Disney Television (1983–1994)
- Touchstone Television (přesunuto pod Walt Disney Television and Telecommunications a později přejmenováno na ABC Studios)

Společnosti zabývající se distribucí a marketingem:
- Walt Disney Motion Pictures Group (1998–2001, zaniklo)
- Touchstone Pictures (2011–2016)
- Walt Disney Studios Home Entertainment (1978–2018, přesunuto pod Walt Disney Direct-to-Consumer & International a později pod Disney Platform Distribution)
- Walt Disney Studios Motion Pictures (1953–2020, přesunuto pod Disney Platform Distribution)

Hudební společnosti:
- Disney Music Group (1956–2020, přesunuto pod Disney Platform Distribution)
  - Walt Disney Records
  - Hollywood Records

Ostatní:
- Fox VFX Lab (2019)